# 呼图壁镇
呼图壁镇，是中华人民共和国新疆维吾尔自治区昌吉回族自治州呼图壁县下辖的一个乡镇级行政单位。

## 行政区划
呼图壁镇下辖以下地区：
熙景社区、水晶社区、游园社区、双元社区、双龙社区、双桥社区、西河社区、美华社区、西北社区、清泉社区、幸福社区和华安社区。